# Il padrone di casa (film 1925)
Il padrone di casa (Du skal ære din hustru), noto anche come L'angelo del focolare, è un film del 1925 diretto da Carl Theodor Dreyer.

## Trama
Viktor Frandsen vive in un appartamento piccolo-borghese con moglie e tre figli. A causa del ridimensionamento della sua attività lavorativa è in crisi finanziaria, le difficoltà economiche lo rendono duro, irascibile e tiranno verso gli altri. La moglie Ida in particolare viene da lui trattata malamente, approfittando dell'assenza di un minimo accenno di reazione da parte della donna che, anzi, si prodiga lavorando anche di notte pur di aumentare il tenore di vita del marito e dei figli.
Ida viene convinta dalla madre e da una balia, Nana, a lasciare la casa per evitare un imminente esaurimento di nervi. Nana ne approfitta per istituire un nuovo regime e Viktor, rimasto a casa da solo con i figli, non può fare a meno di obbedire alla donna che lo aveva allevato da bambino. Nel frattempo Ida, non più distratta dalle sue pesanti occupazioni, si rende conto della miserabile situazione in cui era caduta e ha un crollo. Viktor scopre che la vita della massaia non è così semplice e leggera come lui intendeva e cambia completamente idea. Quando Ida si rimette completamente, torna a casa e lo trova completamente cambiato. La suocera gli porge un giornale su cui campeggia l'annuncio della vendita di un negozio di ottica e gli suggerisce di andare a vedere per migliorare il suo futuro.

## Produzione
I particolari e le angolature delle riprese furono scelti dal regista con maniacale cura, ma la narrazione era lineare, senza alcuna variazione di luce o di atmosfere. Ovunque in Europa, il fila ebbe uno scarso successo tranne che in Francia ove, grazie appunto a questo film, Dreyer fu scelto per realizzare La passione di Giovanna d'Arco